# Richard Kuder
Richard Kuder (* 18. Juli 1852 in Stuttgart; † 14. April 1912 in Hausen am Albis) war ein deutscher Architekt des Historismus. Zusammen mit Joseph Müller arbeitete er ab 1892 in einem gemeinsamen Architekturbüro. Nach seiner Übersiedlung in die Schweiz wurde ab 1907 Alexander von Senger sein Partner. In seinem Spätwerk finden sich Formen des Jugendstils.

## Leben

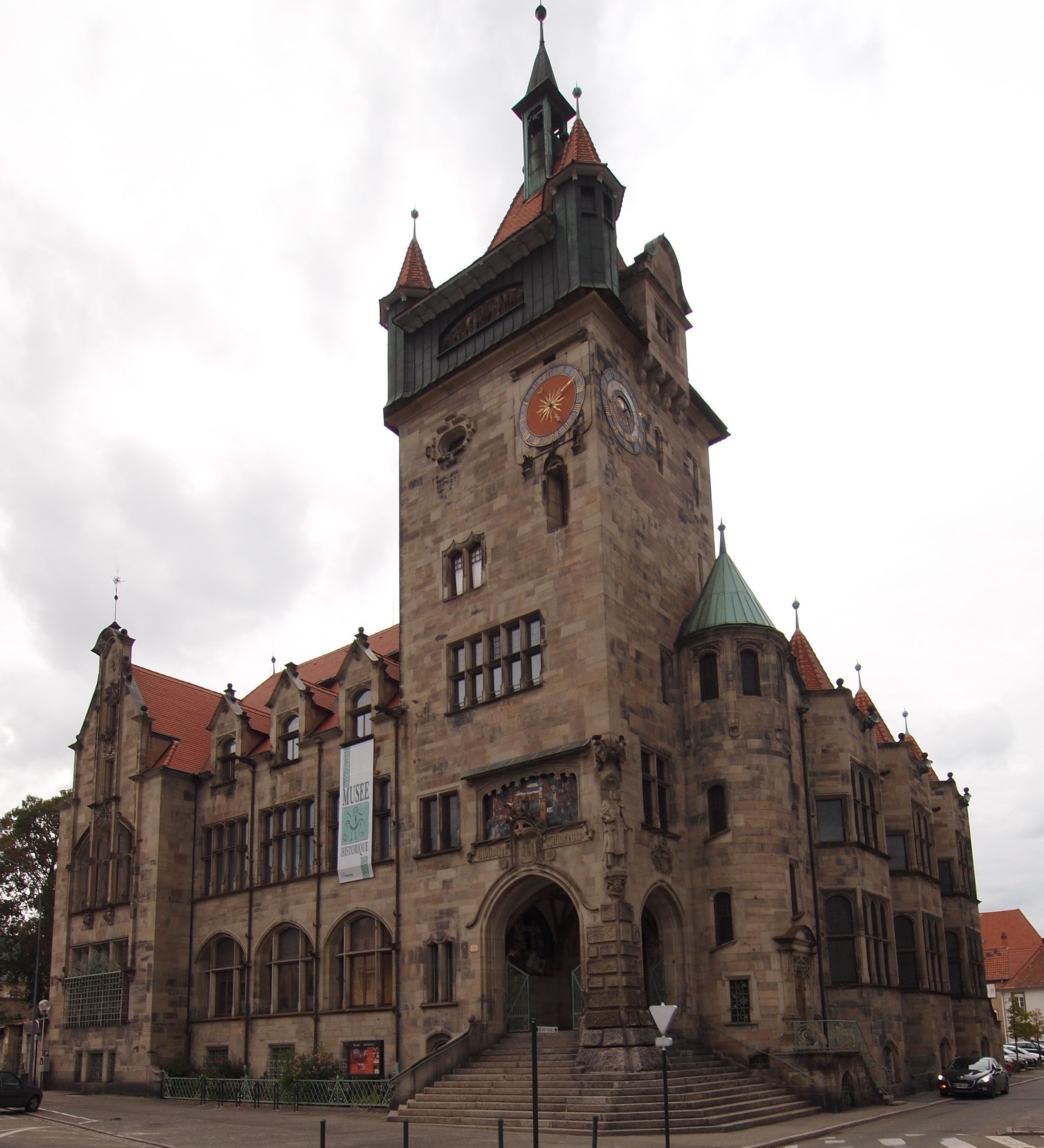
Historisches Museum Hagenau

Die Ausbildung des in Stuttgart geborenen Richard Kuder begann 1868 mit einer zweijährigen Baulehre im schweizerischen Lausanne. 1870 wechselte er zum Studium der Architektur nach Wien. Hier besuchte er bis 1873 die Technische Hochschule Wien und die Meisterklasse von Friedrich von Schmidt an der Wiener Akademie der bildenden Künste. Schmidt arbeitete zu dieser Zeit am Bau des neuen Wiener Rathauses, einem Entwurf im Stil der Neugotik.
Zu Kuders frühesten wichtigen Bauprojekten gehörte der Neubau der ersten Börse in Zürich, an dem er 1877–1879 mitwirkte. Anschließend arbeitete er überwiegend in Mülhausen und Straßburg im damals zum Deutschen Reich gehörenden Reichsland Elsaß-Lothringen. In Straßburg gründete er 1892 gemeinsam mit Joseph Müller das Architekturbüro Kuder und Müller, das bis 1907 bestand, obwohl Kuder sich bereits 1897 in Zürich niederließ. Grund für den Umzug war der Neubau der Schweizerischen Lebensversicherungs- und Rentenanstalt, den Kuder bis 1898 als leitender Architekt betreute. Dieses im Stil der deutschen Renaissance in rotem Sandstein ausgeführte Bauvorhaben gilt als Hauptwerk des Architekturbüros Kuder und Müller. Beim Bau des 1902 fertiggestellten Post- und Telegrafenamts in Schaffhausen wählten Kuder und Müller hingegen Stilmittel der Neugotik und ließen zudem Jugendstilelemente in den Entwurf einfließen.
Von 1901 bis 1903 bekleidete Kuder das Amt des Vorsitzenden des Zürcher Ingenieur- und Architektenvereins. In seinen Arbeiten finden sich in den Folgejahren verstärkt Einflüsse des Jugendstils. Hierzu gehören das 1903 errichtete Wohn- und Geschäftshaus Dufourstasse 3 in Zürich und die in eher kubischen Formen 1905 fertiggestellte Festhalle des Eidgenössischen Sängerbunds. Ebenso im Jugendstil gestaltete Kuder die Innenausstattung der Villa Alma in Männedorf; bei der Außengestaltung dieses für das Unternehmerehepaar Emil und Alma Staub-Terlinden ausgeführten Bauvorhabens orientierte er sich an der zeitgenössischen englischen Landhausarchitektur.
Ab 1907 arbeitete Kuder zusammen mit dem Architekten Alexander von Senger. Das Architekturbüro Kuder und von Senger nahm wie zuvor Kuder und Müller an zahlreichen Architekturwettbewerben im Deutschen Reich und in der Schweiz teil. So erhielten Kuder und von Senger 1907 den Auftrag für den Bau des neuen Bahnhofs St. Gallen, ein Projekt, von dem sich Kuder Ende November 1910 wegen Differenzen mit dem Bauherrn zurückzog. Richard Kuder starb 1912 in Hausen am Albis.

## Bauten
- 1896: Synagoge in La Chaux-de-Fonds
- 1897–1898: Restaurationsgebäude und Festhalle Schützenhaus Albisgüetli, Uetlibergstrasse 341 in Zürich
- 1897–1898: Verwaltungsgebäude der Schweizerischen Lebensversicherungs- und Rentenanstalt, General Guisan-Quai 38 in Zürich
- 1899: Warenhaus Brann, Bahnhofstrasse 75 in Zürich (ab 1941 Oskar Weber, heute Kaufhaus Manor)
- 1899–1902: Post- und Telegraphenamt in Schaffhausen
- 1900–1903: Sängerhaus in Straßburg (mit Joseph Müller; bis 1922 mehrfach erweitert)
- 1900–1905: Historisches Museum in Hagenau im Elsass (nach 1919 Musée historique de Haguenau)
- 1902–1906: Oberlandesgericht Colmar
- 1903: Wohn- und Geschäftshaus Dufourstasse 3 in Zürich
- 1903–1904: Wohn- und Geschäftshaus Reiff, Genferstrasse 24 in Zürich (Ausführung durch Kuder und Müller nach Plänen von Julius Kunkler)
- 1904–1905: Villa Laubi, Kappelistrasse 7 in Zürich-Enge
- 1905: Festhalle des Eidgenössischen Sängerfestes in Zürich
- 1905–1906: Villa Alma, Seestrasse 80 in Männedorf
- 1907–1908: Turbinenhalle des Löntsch-Kraftwerks in Netstal
- ab 1907: Bahnhof St. Gallen (1907–1910 Planung zusammen mit von Senger, erbaut 1911–1913 ohne Kuder)